# دارالسلام (نیشابور)
دارالسلام (نیشابور)، روستایی از توابع بخش مرکزی شهرستان نیشابور در استان خراسان رضوی ایران است.

## جمعیت
این روستا در دهستان فضل قرار دارد و براساس سرشماری مرکز آمار ایران در سال ۱۳۸۵، جمعیت آن ۱۱۰ نفر (۴۱خانوار) بوده‌است.
روستای دارالسلام در 18 کیلومتری شمال شرقی نیشابور واقع شده‌است برای رفتن به این روستا از کیلومتر ده جاده نیشابور مشهد به سمت شمال از جاده اصلی جدا شده و در مسیر روستای دشت ادامه میدهیم تا به این روستا برسیم شغل اصلی مردم روستا کشاورزی و دامپروری است جمعیت ساکن در روستا کم می‌باشد منبع آب کشاورزی دو قنات بوده که مظهر یکی در داخل روستا و دیگری در فاصله یک کیلومتر روستابنام صفی آباد قرار دارد آب هر دو قنات در سالهای اخیر به علت کمبود برف و باران کم بوده و قنات صفی اباد در تابستان بسیار کم اب می‌باشد. البته تعدادی از ساکنین روستا از قناتی در غرب روستا مربوط به کلاته مالک می‌باشند این روستا از نظر موقعیت به علت قرار گرفتن در بلندی و کوه پایه‌ای بودن دارای چشم انداز خوبی بوده و در شب می‌توان از بلندی بخش وسیعی از چراغانی شهر نیشابور و حومه را مشاهده نمود و منظره دل انگیزه روبروی دیدگان انسان چشم نوازی میکند
از امکانات این روستامی توان به آب لوله کشی؛برق ؛گاز جاده اسفالته ؛دارای دو مسجد و یک حسینیه اشاره نمود 
اطراف روستا دارای باغات انگور سیب الو و گردو بوده که منبع درآمد کشاورزی روستا می‌باشد . تپه‌های اطراف روستادر سالهای پر باران منبع غذایی گوسفندان روستاییان است .